# Paskahousu
Paskahousu är ett finskt kortspel, som kan beskrivas som en mer utvecklad form av bluffstopp. Spelet går ut på att så fort som möjligt bli av med de kort man har på handen. Korten spelas ut med baksidan uppåt, och det behöver inte finnas någon överensstämmelse mellan vad man påstår att man lägger och vad man i själva verket lagt.
Spelarna får i given fem kort var, och resten av korten bildar en talong. I tur och ordning ska spelarna antingen lägga ut ett eller upp till fyra av sina kort, eller ta ett kort från talongen. När man lägger ut kort, måste man nämna en valör som är högre än, eller lika med, den närmast föregående. Vissa restriktioner finns angående vilka valörer man får påstå sig spela ut; till exempel får man inte lägga ut ett påstått ess om föregående kort uppgivits vara lägre än knekt. En spelare som misstänker en bluff får vända upp det senast lagda kortet. Visar det sig vara ett annat kort än det påstådda, får den bluffande spelaren som straff ta upp alla dittills utlagda kort på sin hand. Om det inte var fråga om en bluff, får i stället den spelare som synade samma bestraffning.
Spelarna utgår ur spelet allteftersom de blir av med sina kort. Den som sist har kort kvar på handen är spelets förlorare och får tillmälet paskahousu, vilket på finska ordagrant betyder ”skitbyxa”.